# 아우구스토 C. 산디노 국제공항

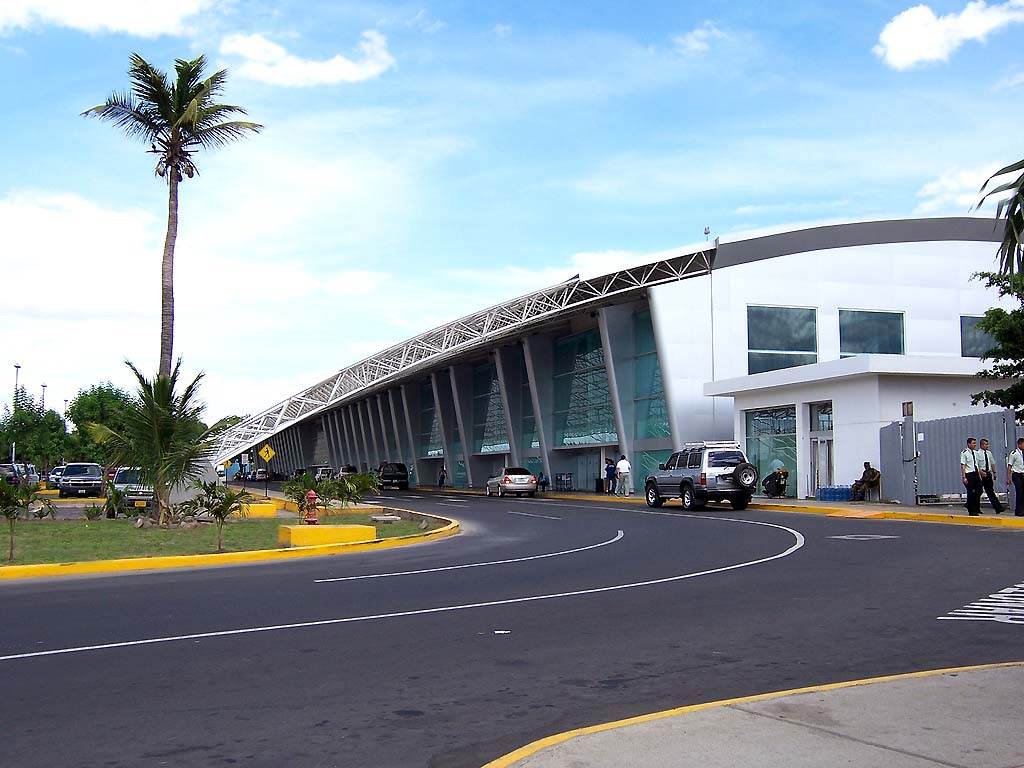

아우구스토 C. 산디노 국제공항(Augusto C. Sandino International Airport, IATA: MGA, ICAO: MNMG)은 니카라과 마나과의 민간용/군사용 국제공항이다. 이 공항의 이름은 니카라과의 아우구스토 세사르 산디노의 이름을 따서 명명되었으며 이 도시의 제6 워드(Distrito 6)에 위치해 있다. 1967년에 "Las Mercedes Airport"라는 이름으로 설립되었다가 1980년대 산디니스타 정부에 "아우구스토 C. 산디노 국제공항"으로 변경되었다가 2001년에 당시 대통령 아르놀도 알레만에 의해 "마나과 국제공항"으로 개칭되었다. 2007년 2월 다시 한 번 대통령 다니엘 오르테가에 의해 현재의 이름으로 개칭되었다.
활주로의 길이는 8,012피트이며 고도는 194피트이다.